# Hiéroglyphe égyptien H3
Le hiéroglyphe égyptien H3 (tête de spatule) est classifiée dans la section H « Parties d'oiseaux » de la liste de Gardiner ; cet hiéroglyphe y est noté H3. 

## Représentation
Il représente la tête d'une spatule blanche (Platalea leucorodia).
Il est translittéré pȝḳ.

## Utilisation
| H3 · q | D12 |

| H3 · q | D12 |

| p | pA | A | q · H3 | X4 |

| p | pA | A | q · H3 | X4 |

| p | pA | A | q · H3 | X4 |

| p | pA | A | q · H3 | X4 |

« pain pȝḳ (tarte ou biscuit fin et plat) ».